# Elytrimitatrix chrysostigma
Elytrimitatrix chrysostigma là một loài bọ cánh cứng trong họ Cerambycidae.